# 王延翰

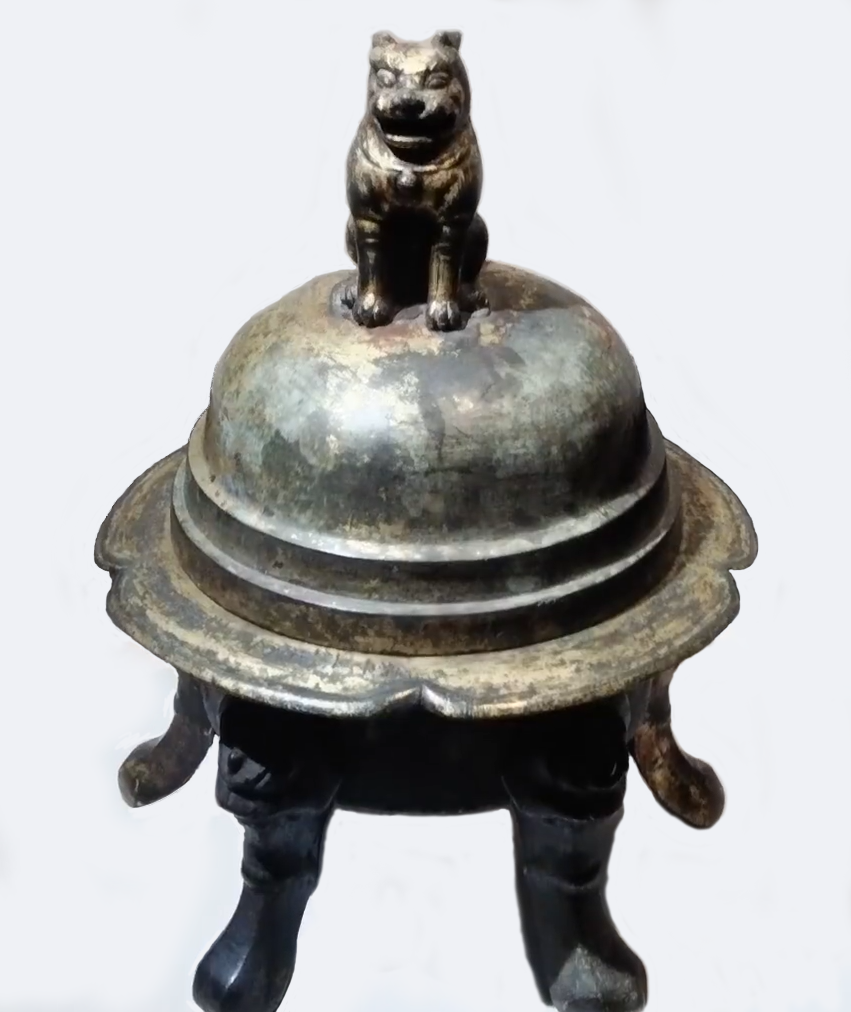
“闽王王延翰”铭铜鎏金狮形香炉。现藏于福建博物院。

閩嗣王王延翰（？—927年1月14日），字子逸，五代十国時期閩國第二任君主，也是正式建国后的第一任君主，王審知的長子。
王審知在位時任威武軍節度副使。同光三年（925年）五月，王審知病重，命王延翰“權知軍府”；十二月十二·辛未（12月30日），王审知去世，王延翰奉遺命繼立，自稱威武军留後，向後唐朝貢。汀州人陳本起兵，聚集3萬人圍攻汀州。王延翰派右軍都監柳邕等人率2萬士兵前往討伐，將其斬殺。翌年春二月，唐莊宗得知王延翰繼任之後，任命他為威武軍節度使。不久莊宗被弑，明宗繼位，改元天成，於夏五月，加其為同平章事。王延翰得知中原大亂，便有割據福建稱王之心。十月，王延翰取出《史記》，將其中的「東越列傳」的無諸一節翻出來給諸臣属看，並說：「閩，自古王國也。吾今不王，何待之有！」文武官员們紛紛勸他割據自立，於是王延翰自稱大閩國王，立宮殿，置百官，威儀、文物皆擬天子制，羣臣稱之为殿下。又追諡父亲王審知為昭武王，但仍奉後唐的正朔。
根據《十國春秋》的記載，王延翰「為人長大，美皙如玉，而好讀書、通經史」。但他個性驕傲荒淫，殘忍兇暴。《新五代史》中也記載了王延翰的荒淫，他在王審知喪服未除的時候便開始飲酒作樂。他於福州的西湖「築室十餘里，號曰水晶宮；每攜後庭游宴，從子城複道以出」。王延翰命人四處尋找民女，投入後宮作為自己的妾。其妻崔氏长相丑陋，而且淫荡，王延翰无法约束她。這些被選入宮中的民女命運悲慘，被崔氏關押起來，「繫以大械，刻木為人手以擊頰，又以鐵錐刺之，一歲中死者八十四人」。後來崔氏大病一場，見者認為是被其害死者作祟，不久崔氏便死了。
王延翰看不起自己的兄弟，繼位才一個月，便將弟弟王延鈞貶為泉州刺史。建州刺史王延稟是王審知的養子，與王延翰一向不睦。當二人得知王延翰四處尋找民女之後，都上書勸阻，王延翰更加大怒。天成元年十二月，王延鈞與王延稟便聯手反叛，進軍福州。王延稟自建州順流而下，先至福州。福州指揮使陳陶率軍抵抗，兵敗自殺。王延稟率壯士百餘人，趁夜色從西門架梯登城而入，攻取武庫，奪取兵器，直趨寢門。王延翰聞變，匿於別室。十二月初八·辛卯（927年1月14日）早晨，王延翰被王延稟擒獲。王延稟歷數其暴虐之罪，並聲稱他和崔氏一起害死了王審知，告諭百姓，斬於紫宸門之外。
王延鈞將王延翰葬於城北太平山，建太平地藏院，派丁守墓，稱為「王墓」。其地位於今福州市晉安區新店鎮，今日被福州人稱為「黃墓」。閩東語「黃」與「王」同音，因此被訛作「黃墓」。